# Metaloba argante
Metaloba argante là một loài bướm đêm thuộc phân họ Arctiinae, họ Erebidae.